# Sangrur
Sangrur è una città dell'India di 78.717 abitanti, capoluogo del distretto di Sangrur, nello stato federato del Punjab. In base al numero di abitanti la città rientra nella classe II (da 50.000 a 99.999 persone).

## Geografia fisica
La città è situata a 30° 13' 60 N e 75° 49' 60 E e ha un'altitudine di 231 m s.l.m..

## Società

### Evoluzione demografica
Al censimento del 2001 la popolazione di Sangrur assommava a 78.717 persone, delle quali 42.407 maschi e 36.310 femmine. I bambini di età inferiore o uguale ai sei anni assommavano a 8.401, dei quali 4.705 maschi e 3.696 femmine. Infine, coloro che erano in grado di saper almeno leggere e scrivere erano 56.318, dei quali 31.682 maschi e 24.636 femmine.